# Cal Costa (l'Estany)

Cal Costa, respecte del terme de l'Estany

Cal Costa és una masia del terme municipal de l'Estany, a la comarca catalana del Moianès.
Està situada a 937,8 metres d'altitud a la zona meridional del terme, prop del límit amb Moià. És a prop i al sud-oest de Cal Jan, en el vessant de ponent del Serrat de l'Horabona i a llevant del Raval del Prat, del poble de l'Estany. És a prop i a migdia de la Font Pedrosa i de l'extrem meridional de la plana que antigament ocupava l'estany de l'Estany.